# Magni (mythologie)
Magni is in de Noordse mythologie een reus. Hij is de zoon van Thor en Jarnsaxa. Samen met zijn broer Modi moet hij de nieuwe wereld bewonen wanneer Ragnarok afgelopen is. Waarschijnlijk zullen zij dan de functie van beschermers van de wereld hebben. Magni en Modi zullen samen Thors hamer (Mjölnir) erven.